# Campeonato Mundial de Patinaje Artístico sobre Hielo de 1908
El XIII Campeonato Mundial de Patinaje Artístico se realizó en Troppau, Imperio austrohúngaro, (concurso masculino y femenino) entre el 25 y el 26 de enero y en San Petersburgo (concurso por parejas) entre el 15 y el 16 de febrero de 1908 bajo la organización de la Unión Internacional de Patinaje sobre Hielo (ISU), la Federación Austriaca de Patinaje sobre Hielo y la Federación Rusa de Patinaje sobre Hielo. 

## Resultados

### Masculino
| Puesto | Nombre          | País     | Puntos |
| ------ | --------------- | -------- | ------ |
| Oro    | Ulrich Salchow  | Suecia   | 9      |
| Plata  | Gilbert Fuchs   | Alemania | 12     |
| Bronce | Heinrich Burger | Alemania | 21     |

### Femenino
| Puesto | Nombre           | País     | Puntos |
| ------ | ---------------- | -------- | ------ |
| Oro    | Lily Kronberger  | Hungría  | 5      |
| Plata  | Elsa Rendschmidt | Alemania | 10     |
| Bronce | —                | —        | —      |

### Parejas
| Puesto | Nombre                          | País        | Puntos |
| ------ | ------------------------------- | ----------- | ------ |
| Oro    | Ana Hübler / Heinrich Burger    | Alemania    | 5      |
| Plata  | Phyllis Johnson / James Johnson | Reino Unido | 11,5   |
| Bronce | A. Popova / A. Fischer          | Rusia       | 13,5   |

## Medallero
| Núm. | País        | Oro | Plata | Bronce | Total |
| ---- | ----------- | --- | ----- | ------ | ----- |
| 1    | Alemania    | 1   | 2     | 1      | 4     |
| 2    | Hungría     | 1   | 0     | 0      | 1     |
| 2    | Suecia      | 1   | 0     | 0      | 1     |
| 4    | Reino Unido | 0   | 1     | 0      | 1     |
| 5    | Rusia       | 0   | 0     | 1      | 1     |
|      | TOTAL       | 3   | 3     | 2      | 8     |

| Predecesor: Austria-Hungría 1907 | Campeonato Mundial de Patinaje Artístico sobre Hielo 1908 | Sucesor: Suecia-Austria-Hungría 1909 |

- Datos: Q1318741